# فلوید (تگزاس)
فلوید (به انگلیسی: Floyd) یک منطقهٔ مسکونی در ایالات متحده آمریکا است که در شهرستان هانت، تگزاس واقع شده‌است.